# 関本大介
関本 大介（せきもと だいすけ、1981年2月9日 - ）は、日本の男性プロレスラー。大阪府大阪市中央区出身。血液型O型。
鍛え上げられた肉体が特徴で、その肉体自体が「凶器」と自称している。その分厚い筋肉は全盛期のディック・ザ・ブルーザーを彷彿とさせる。

## 来歴
幼い頃からプロレスへの憧れはあったものの、野球好きだった父親の影響で中学・高校と明徳義塾に通い、野球部に所属。「大介」の名も荒木大輔にちなむ。ポジションは一塁手で、中学時代には4番も打った。
関本の父は、関本が「絶対君主」と評するほど厳格な存在であり、父に課せられたトレーニングであった足上げ腹筋の際に足を下ろさないようにライターを構えられたことがある。しかし、関本はそれを虐待とは思っておらず、むしろ「でも結局ライターの火なんて、落ちたら風圧で消えますよね。火も弱いし、風でなびくから、親父のほうが「熱い」ってなって（笑）。それが面白くて、でも笑ったら怒られるから、こらえていたら逆に腹筋が鍛えられるっていう。意味の分からない鍛え方をしてましたね」と後に週刊誌のインタビューで関本は振り返っている。父に対しても恨みなどは全く抱いておらず、むしろ「感謝しかない。今は仲が良いですし、ほんとに感謝しかないです」と、父が厳しくしていたからこそ辛いことがあっても耐えられるようになったと言っている。
中学時代の終わりに、大阪府立体育会館で行われた全日本プロレスのチャンピオン・カーニバル公式戦、小橋建太対スタン・ハンセンの試合を観戦したことをきっかけに、はっきりとプロレスラーを志すようになる。高校進学すると、野球部には全国から有望な選手が集まり（松坂世代にあたる学年で、同級生に寺本四郎・高橋一正がいる）、本人曰く「四軍まである中で文句無しの四軍」になってしまう。しかし、控えゆえ監督・コーチの目が届きにくいことを逆手に、野球の練習ではなく筋トレに終始。3年間プロレスラーとしての素養を磨く。当時監督の馬淵史郎によれば、「打球の速さは寺本より上」だったという。当時相撲部の留学生として明徳に在籍していた、後の横綱・朝青龍（同い年、関本が一学年上）とウェイトトレーニングで張り合い、腕相撲では勝利したというエピソードもある。
同級生の高橋がヤクルトスワローズから声をかけられていた繋がりから、ヤクルトのスカウト部長であった片岡宏雄のつてでグレート小鹿と面談。高校を卒業した1999年、大日本プロレスに入門。8月10日、地元大阪での対伊東竜二戦でプロレスデビュー。

### 2001年
MEN'Sテイオーのタッグパートナーに抜擢され「MEN'S CLUB（メンズ・クラブ）」を結成。1月にBJW認定タッグ王座を戴冠、9月に大日本最侠タッグリーグ戦で優勝、12月にWEWハードコアタッグ王座を戴冠などの実績を残す。最侠タッグリーグについては翌2002年も連覇した。

### 2004年
10月22日、後楽園ホールにおいてマッドマン・ポンドを相手に蛍光灯100本デスマッチを敢行（事実上のデスマッチデビュー戦）。蛍光灯・ホッチキス・ノコギリ攻撃などで額及び背中から大流血の洗礼を浴びたが、蛍光灯への原爆固めを決めて逆転勝ちを収めた（19分32秒）。これ以降、2005年までデスマッチ路線を中心に流血の抗争を繰り広げた。

### 2005年
2005年にアブドーラ小林とのタッグチーム『マッスル&ファットです。』で、2006年には友人でもある佐々木義人 (プロレスラー)とのタッグでBJW認定タッグ王座にも就いている。

### 2006年
2006年1月、大日本道場を利用したジム運営を行うと発表し、5月11日にスポーツジム『横浜マッスルファクトリー』を正式にオープンする一方、自ら目標とする田中将斗・マンモス佐々木との、力と力の勝負を繰り広げる。
5月5日の大会にて、DDTの柿本大地とのタッグで、佐々木健介・中嶋勝彦と対戦。

### 2007年
1月31日の大会では、小島聡、金村キンタローとタッグを組み、川田利明と初対決した。そして3月8日の大会で崔領二の持つNWA認定UNヘビー級王座に挑戦し、大熱戦の末、18分00秒ジャーマン・スープレックス・ホールドでベルトを奪取。第7代王者となった。
4月29日の大日本プロレスの大会で、新日本プロレスの中西学との対戦熱望を表明。関本・井上勝正vs中西・平澤光秀戦が予定されていたが、試合3日前から頭痛を訴え、大会当日に診察した結果、脳浮腫と診断され、大日本統括部長・登坂栄児から、対中西戦の中止は勿論、改善が見られるまで全ての大会を欠場させると発表。
5月の大会から復帰すると、5月27日、ZERO1-MAXシングルマッチ 火祭り出場者決定戦 時間無制限1本勝負 NWA UNヘビー級選手権で対神風戦に勝利。
7月には念願の関本vs中西のシングルマッチが行われたが、敗戦。それから間もなくの大日本後楽園大会では、LOCK UP狭山大会のメンバーに、裕次郎（中西側）・マンモス佐々木（関本側）を加えた6人タッグマッチが行われ、平澤をジャーマン・スープレックスでフォールし勝利。中西に対し8月20日・大日本後楽園大会でのシングルでの再戦を要求、受理された。
8月20日、大日本・後楽園大会で中西との二度目のシングルが行われたが敗戦。その後、LOCK UPで中西とタッグを組み、中西のプロレス理論を学んだ。
11月、ZERO1-MAXのNWA認定UNヘビー級選手権試合で、パートナーでもある佐々木義人に敗れ、ベルトを失った。
12月11日、プロレス大賞技能賞を受賞。

### 2008年
10月のプロレス・エキスポではライバルの田中とタッグを結成し、大陸別タッグトーナメントで優勝を果たした（準優勝はモーターシティ・マシンガンズ）。

### 2009年
2009年4月のZERO1の大会で崔領二の持つ世界ヘビー級王座に初挑戦したが敗戦した。やがて7月の大会にて岡林裕二とともに木高イサミ&竹田誠志の持つBJW認定タッグ王座に挑戦し勝利。第27代王者となった。

### 2010年
2010年1月のZERO1の大会にて、川田の持つ世界ヘビー級王座に挑戦したが敗戦。2月のユニオンプロレスの大会で石川修司の持つKO-D無差別級王座に挑戦し勝利。第31代王者に。7月25日、DDT両国大会にてHARASHIMAの挑戦を受け敗退しKO-D無差別級のタイトルを失う。9月9日にはバンビキラーの持つZERO1世界ヘビー級王座に再挑戦し勝利、第9代王者となった。

### 2011年
3月21日・全日本プロレス両国国技館大会にて、征矢学・真田聖也組の持つアジアタッグ王座に岡林裕二と共に挑戦し勝利、第85代王者となる。そのまま夜の大日本後楽園大会に凱旋。
4月28日・大日本後楽園大会、征矢学・浜亮太組を相手に初防衛。
5月5日・大日本横浜文体、佐々木義人・石川晋也組を相手に二度目の防衛に成功する。
6月19日・全日本・両国大会、征矢学・真田聖也組に敗れ、アジアタッグ王座を失った。
7月24日・DDT両国大会、マサ高梨とともにKO-Dタッグ第38代王者となる。
8月7日・ZERO1後楽園大会、第11回火祭り決勝で佐藤耕平を下して初優勝を飾り、NWAプレミアムヘビー級王座の初代王者に認定された。
10月23日・全日本・両国大会、征矢学・真田聖也に再挑戦し勝利。第87代アジアタッグ王者となる。
12月18日・大日本横浜文体、諏訪魔・征矢匠を相手に初防衛。

### 2012年
1月3日・全日本・後楽園大会、曙・浜亮太(SMOP)を相手に2度目の防衛に成功。
7月1日・サマーナイトフィーバーin両国へ参戦。全日本プロレスと新日本プロレスの共催大会ではあったが、大日本の選手として7年ぶりに新日本のリングへ登場した。

### 2013年
3月1日・大日本・後楽園大会、征矢学に勝利し第3代BJW認定世界ストロングヘビー級王座を獲得。
9月8日・WRESTLE-1旗揚げ戦に岡林裕二とタッグで参加。
10月19日・プロレスリング・ノアのグローバル・リーグ戦でのKENTA戦でNOAH初参戦。3勝2敗の成績でリーグの敢闘賞を獲得。
12月9日、プロレス大賞の敢闘賞を受賞。2013年は選考日まで全17団体186試合に参戦し広範囲に活躍したことが評価された。

### 2014年
2013年12月29日、佐藤耕平との防衛戦で右膝を負傷し、一度復帰するものの1月に記者会見を行い、手術による休養と世界ストロングヘビー級王座の返上を表明。
4月13日の青森大会で復帰。
5月5日の横浜文化体育館大会で石川晋也の持つBJW認定世界ストロングヘビー級王座に挑戦するも、石川の必殺技三脚巴に敗れた。
10月12日のプロレスリング・ノア、横浜文化体育館大会で丸藤正道の持つGHCヘビー級王座に初挑戦。丸藤の虎王の連打により敗れた。
11月8日、プロレスリング・ノアのグローバル・リーグ戦が10月18日より開催され、昨年を上回る5勝2敗の好成績でこの日行われた優勝決定戦に進出したものの杉浦貴に敗れ、準優勝となった。

### 2015年
2月15日、DDTのさいたまスーパーアリーナ大会で、岡林と共にKO-Dタッグ第51代王者に輝く。
3月31日、大日本の後楽園大会で石川に勝利し、第6代BJW認定世界ストロングヘビー級王座を奪取。
6月7日、ZERO-1の新木場大会で佐藤と共に第31代NWAインターコンチネンタルタッグ王座を獲得。

### 2019年
2019年2月19日、宮原健斗と組み「ジャイアント馬場没20年追善興行～王者の魂～」メインイベントに出場。

### 2024年
2024年02月11日、野崎広大を破り第15代九州プロレス選手権王者となる。

## 得意技
リストクラッチ式ジャーマン・スープレックス・ホールド
相手の片腕をリストクラッチして、ジャーマン・スープレックス・ホールドで固める技。
ジャーマン・スープレックス
強靭な背筋力と安定したブリッジから繰り出される多様なジャーマンは破壊力、芸術性共に天下一品である。「ジャーマン・スープレックスをかけたまま死にたい」と言うほど、関本もジャーマンにこだわりを持っている。
眉山
ジャーマン・スープレックスをかけている味方ごと、ジャーマン・スープレックスで放り投げる二段ロケット的な合体技。主に岡林とのタッグで使用している。
ラリアット
関本のラリアットは、通常と叩き付けの2種類を使用する。
デッドリー・ドライブ
フロッグ・スプラッシュ
延髄斬り
バーニングハンマー
パワースラム
アルゼンチン・バックブリーカー
岡林と同じタイミングで繰り出すこともある。
ブレーンバスター
関本のブレーンバスターは、主に垂直落下式を使用する。
オーバーヘッドキック
バックを取られた際によく使用する。
トペ・スイシーダ
ときたま使用する。

## タイトル歴
大日本プロレス
- BJW認定世界ストロングヘビー級王座（第3代、第6代、第9代、第13代）
- BJW認定ヘビー級王座（第3代）
- BJW認定タッグ王座
  - 第15代（パートナーはMEN'Sテイオー）
  - 第21代（パートナーはアブドーラ小林）
  - 第23代、第30代（パートナーは佐々木義人）
  - 第25代（パートナーはマンモス佐々木）
  - 第27代、第40代、第43代、第54代、第56代（パートナーは岡林裕二）
  - 第48代（パートナーはボディガー）
- 酒田港インターコンチネンタルタッグ王座（初代）（パートナーは橋本和樹）
- 横浜ショッピングストリート6人タッグ王座（第5代、第11代、第15代）（パートナーは伊東竜二、"黒天使"沼澤邪鬼→佐藤耕平、神谷英慶→橋本大地、神谷英慶）
- 一騎当千 strong climb優勝（2022年）
- 大日本最侠タッグリーグ戦優勝（2001年、2002年、2015年、2016年）（パートナーはMEN'Sテイオー×2→岡林裕二×2）

全日本プロレス
- 世界タッグ王座（第72代、第77代、第84代）（パートナーは岡林裕二）
- アジアタッグ王座（第85代、第87代）（パートナーは岡林裕二）
- チャンピオン・カーニバル優勝（2016年）

DDTプロレスリング
- KO-D無差別級王座（第31代）
- KO-Dタッグ王座（第38代、第51代、第63代）（パートナーはマサ高梨→岡林裕二→樋口和貞）

KAIENTAI DOJO
- CHAMPION OF STRONGEST-K王座（第12代）
- WEWハードコアタッグ王座（第9代）（パートナーはMEN'Sテイオー）
- K-AWARD（2012年：年間最高試合賞シングルマッチ部門）

プロレスリングZERO1
- 世界ヘビー級王座（第9代、第24代）
- NWA UNヘビー級王座（第7代）
- NWAインターコンチネンタルタッグ王座（第28代、第31代）（パートナーは曙→佐藤耕平）
- 火祭り優勝（2011年、2022年）

天龍プロジェクト
- WAR世界6人タッグ王座（第16代）（パートナーは後藤達俊、高山善廣）

リアルジャパンプロレス
- レジェンド王座（第9代）

wXw
- wXw世界統一王座（第26代）

九州プロレス
- 九州プロレス王座（第15代）

プロレス大感謝祭スペシャル
- プロレス大感謝祭タッグトーナメント優勝（2008年）（パートナーは近藤修司）

年越しプロレス
- 年忘れ!三団体シャッフル・タッグトーナメント優勝（2015年）（パートナーは竹下幸之介）[7]

プロレス大賞
- 技能賞（2007年）
- 最優秀タッグチーム賞（2011年、2016年）（パートナーは岡林裕二）[8]
- 敢闘賞（2013年）

日本インディー大賞
- MVP（2010年）
- ベストバウト（2010年、2015年、2019年）

## テーマ曲
- CROWN OF WINNER ※「大日本プロレステーマ曲コレクション」に収録

## エピソード
- CS放送であるFIGHTING TV サムライのプロレス中継の実況担当の一人である塩野潤二は関本を≪肉体のアマゾン≫と形容し、また相手の無理やりバックをとり得意技のジャーマン・スープレックス（ぶっこ抜きジャーマン）に入る光景も≪人間ブルドーザー≫と形容している。
- 大谷晋二郎に気に入られており、そのためか巡業に帯同することが多い。大谷とは2001年12月2日の大日本横浜アリーナ大会セミファイナル、2001年9月1日ZERO-ONE後楽園ホール大会「火祭り」公式戦でシングルマッチで対戦しており、ともに好勝負を繰り広げた。
- 2002年5月2日の新日本プロレス創立30周年記念東京ドーム大会に出場しており、オープニングマッチで金村キンタローと闘い、田中秀和リングアナウンサーに高評価を得ている。
- 阪神タイガースの藤川球児と一打席だけ対戦したことがある。結果は、関本のセカンドフライ[9]。

## メディア出演

### CM
- 西友CM『パチイチの応酬』編/『パチイチ中学生』編/『パチイチ母娘』編（2014年）
- 電気事業連合会CM『お願い!火力さん』編（2017年7月 ‐）

### 映画
- 恋するマドリ（監督：大九明子） - ヘラクレス運輸作業員 役（2007年）

### 舞台
- 『終末のワルキューレ』〜The STAGE of Ragnarok〜（2021年11月27日 - 12月5日、スペース・ゼロ） - ゼウス 役[10]

## 書籍

### 著書
- 『劣等感』（2017年7月24日、ワニブックス）ISBN 978-4847095825